# Dictionary of National Biography

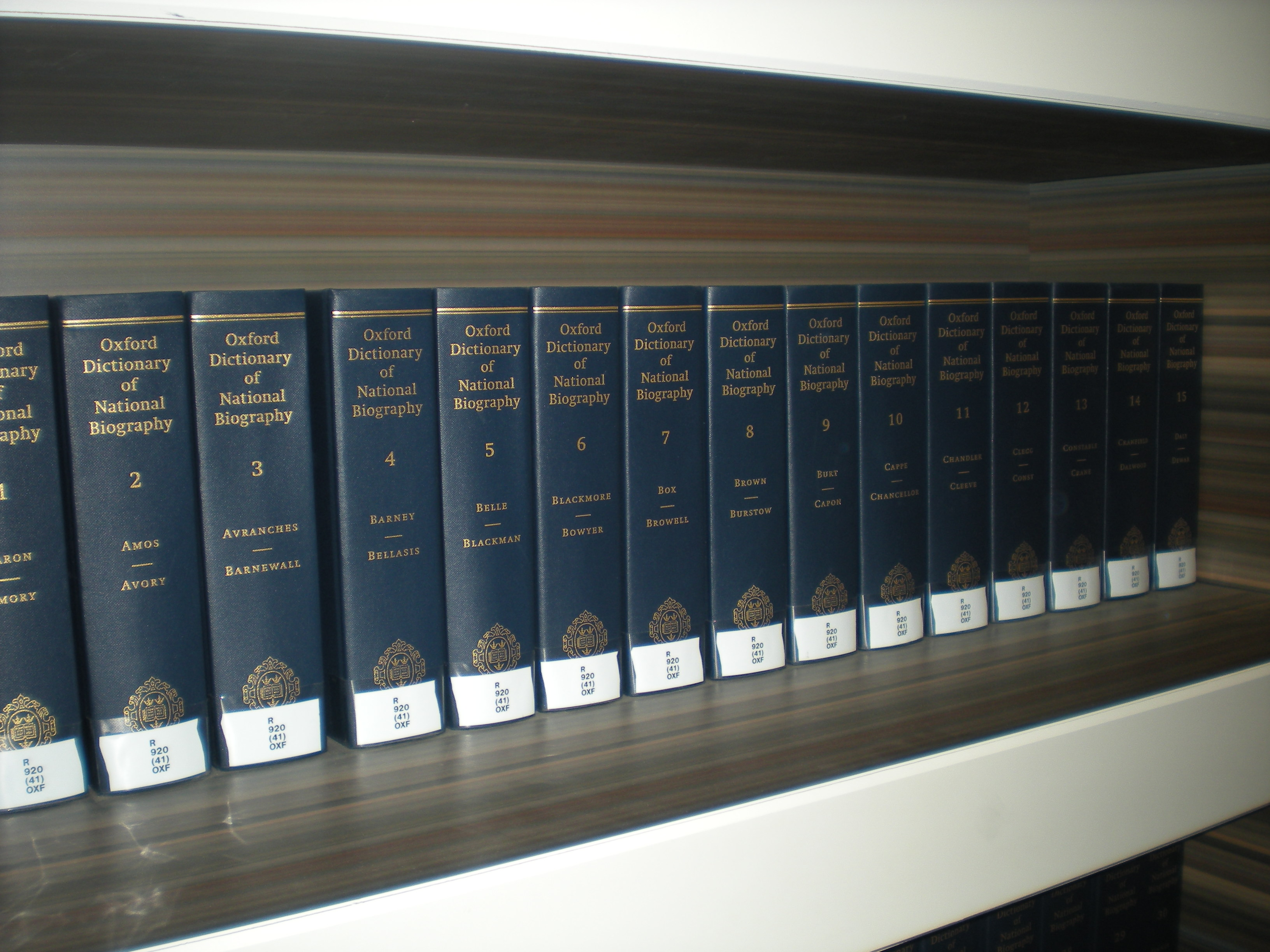
Oxford Dictionary of National Biography

Das Dictionary of National Biography (DNB) bzw. das Oxford Dictionary of National Biography (ODNB) sind die beiden maßgeblichen britischen Nationalbiografien. Die Länge der jeweiligen Einträge variiert, sie sind aber teilweise sehr umfangreich.

## Dictionary of National Biography
Das Dictionary of National Biography erschien von 1885 bis 1900 und umfasste 63 Bände. Die Bände 1 bis 26 wurden von Leslie Stephen herausgegeben (ab Band 22 gemeinsam mit Sidney Lee); ab Band 27 war Lee alleiniger Herausgeber. Ab 1901 begann Lee mit Supplementbänden, die biographische Artikel zu über 1000 „missing persons“ enthielten, die zwischen 1885 und Januar 1901 gestorben waren. In den Jahren 1908–1909 erfolgte unter Lees Aufsicht eine verbesserte Neuauflage des Dictionary of National Biography.
Nach der Publikation weiterer Supplementbände in den Jahren 1912–1996 erschien 1996 auch das komplette Dictionary of National Biography als CD-ROM. Bekannt geworden ist insbesondere Christine Nicholls, die in den 1990er Jahren als Herausgeberin der Supplementbände fungierte.
Übersicht zur Aufteilung der Bände der ersten Auflage mit Erscheinungsjahr
| Band | Namen                   | Erscheinungsjahr |
| ---- | ----------------------- | ---------------- |
| 1    | Abbadie – Anne          | 1885             |
| 2    | Annesley – Baird        | 1885             |
| 3    | Baker – Beadon          | 1885             |
| 4    | Beal – Biber            | 1885             |
| 5    | Bicheno – Bottisham     | 1886             |
| 6    | Bottomley – Browell     | 1886             |
| 7    | Brown – Burthogge       | 1886             |
| 8    | Burton – Cantwell       | 1886             |
| 9    | Canute – Chaloner       | 1887             |
| 10   | Chamber – Clarkson      | 1887             |
| 11   | Clater – Condell        | 1887             |
| 12   | Conder – Craigie        | 1887             |
| 13   | Craik – Damer           | 1888             |
| 14   | Damon – D’Eyncourt      | 1888             |
| 15   | Diamond – Drake         | 1888             |
| 16   | Drant – Edridge         | 1888             |
| 17   | Edward – Erskine        | 1889             |
| 18   | Esdale – Finan          | 1889             |
| 19   | Finch – Forman          | 1889             |
| 20   | Forrest – Garner        | 1889             |
| 21   | Garnett – Gloucester    | 1890             |
| 22   | Glover – Gravet         | 1890             |
| 23   | Gray – Haighton         | 1890             |
| 24   | Hailes – Harriott       | 1890             |
| 25   | Harris – Henry I        | 1891             |
| 26   | Henry II – Hindley      | 1891             |
| 27   | Hindmarsh – Hovenden    | 1891             |
| 28   | Howard – Inglethorpe    | 1891             |
| 29   | Inglish – John          | 1892             |
| 30   | Johnes – Kenneth        | 1892             |
| 31   | Kennett – Lambart       | 1892             |
| 32   | Lambe – Leigh           | 1892             |
| 33   | Leighton – Lluelyn      | 1893             |
| 34   | Llywd – MacCartney      | 1893             |
| 35   | MacCarwell – Maltby     | 1893             |
| 36   | Malthus – Mason         | 1893             |
| 37   | Masquerier – Millyng    | 1894             |
| 38   | Milman – More           | 1894             |
| 39   | Morehead – Myles        | 1894             |
| 40   | Myllar – Nicholls       | 1894             |
| 41   | Nichols – O’Dugan       | 1895             |
| 42   | O’Duinn – Owen          | 1895             |
| 43   | Owens – Passelewe       | 1895             |
| 44   | Paston – Percy          | 1895             |
| 45   | Pereira – Pockrich      | 1896             |
| 46   | Pocock – Puckering      | 1896             |
| 47   | Puckle – Reidfurd       | 1896             |
| 48   | Reilly – Robins         | 1896             |
| 49   | Robinson – Russell      | 1897             |
| 50   | Russen – Scobell        | 1897             |
| 51   | Scoffin – Sheares       | 1897             |
| 52   | Shearman – Smirke       | 1897             |
| 53   | Smith – Stanger         | 1898             |
| 54   | Stanhope – Stovin       | 1898             |
| 55   | Stow – Taylor           | 1898             |
| 56   | Teach – Tollet          | 1898             |
| 57   | Tom – Tytler            | 1899             |
| 58   | Ubaldini – Wakefield    | 1899             |
| 59   | Wakeman – Watkins       | 1899             |
| 60   | Watson – Whewell        | 1899             |
| 61   | Whichcord – Williams    | 1900             |
| 62   | Williamson – Worden     | 1900             |
| 63   | Wordsworth – Zuylestein | 1900             |

## Oxford Dictionary of National Biography
Die Arbeit am Oxford Dictionary of National Biography begann 1992 mit der Ernennung von Colin Matthew zum Herausgeber der neuen Nationalbiografie. Als Matthew im Jahr 1999 verstarb, wurde sein Amt an Brian Harrison weitergegeben. Das umfangreiche Werk erschien 2004 im Verlag Oxford University Press in 60 Bänden (ISBN 0-19-861411-X) und online. Neben persönlichen und institutionellen Subskribenten ist die Online-Version auch für die meisten Benutzer öffentlicher Bibliotheken Großbritanniens durch die Eingabe ihrer Benutzernummer zugänglich.
Ein kleiner Stab von Wissenschaftlern an der University of Oxford erweitert das ODNB seit 2005 stetig um zusätzliche Onlineartikel. Das ODNB umfasst somit zurzeit über 60.000 Personenartikel und über 500 Themenartikel. Mehrere Onlineartikel wurden zudem seit der Veröffentlichung 2004 aktualisiert und sind in einer Update-Übersicht gelistet. 2007 erhielt das Projekt einen Queen’s Anniversary Prize und 2008 erschien ein Podcast, der mittlerweile über 250 Episoden umfasst.
Seit 2014 ist Sir David Cannadine der leitende Herausgeber des Oxford Dictionary of National Biography.
| Band | Namen                  | Erscheinungsdatum  |
| ---- | ---------------------- | ------------------ |
| 1    | Aaron – Amory          | 23. September 2004 |
| 2    | Amos – Avory           | 23. September 2004 |
| 3    | Avranches – Barnewall  | 23. September 2004 |
| 4    | Barney – Bellasis      | 23. September 2004 |
| 5    | Belle – Blackman       | 23. September 2004 |
| 6    | Blackmore – Bowyer     | 23. September 2004 |
| 7    | Box – Browell          | 23. September 2004 |
| 8    | Brown – Burstow        | 23. September 2004 |
| 9    | Burt – Capon           | 23. September 2004 |
| 10   | Cappe – Chancellor     | 23. September 2004 |
| 11   | Chandler – Cleeve      | 23. September 2004 |
| 12   | Clegg – Const          | 23. September 2004 |
| 13   | Constable – Crane      | 23. September 2004 |
| 14   | Cranfield – Dalwood    | 23. September 2004 |
| 15   | Daly – Dewar           | 23. September 2004 |
| 16   | Dewes – Dryland        | 23. September 2004 |
| 17   | Drysdale – Ekins       | 23. September 2004 |
| 18   | Ela – Fancourt         | 23. September 2004 |
| 19   | Fane – Flatman         | 23. September 2004 |
| 20   | Flattisbury – Freston  | 23. September 2004 |
| 21   | Freud – Gibberd        | 23. September 2004 |
| 22   | Gibbes – Gospatric     | 23. September 2004 |
| 23   | Goss – Griffiths       | 23. September 2004 |
| 24   | Grigg – Hanboys        | 23. September 2004 |
| 25   | Hanbury – Hay          | 23. September 2004 |
| 26   | Haycock – Hichens      | 23. September 2004 |
| 27   | Hickeringill – Hooper  | 23. September 2004 |
| 28   | Hooppell – Hutcheson   | 23. September 2004 |
| 29   | Hutchins – Jennens     | 23. September 2004 |
| 30   | Jenner – Keayne        | 23. September 2004 |
| 31   | Kebell – Knowlys       | 23. September 2004 |
| 32   | Knox – Lear            | 23. September 2004 |
| 33   | Leared – Lister        | 23. September 2004 |
| 34   | Liston – McAlpine      | 23. September 2004 |
| 35   | Macan – Macpherson     | 23. September 2004 |
| 36   | Macquarie – Martin     | 23. September 2004 |
| 37   | Martindale – Meynell   | 23. September 2004 |
| 38   | Meyrick – Morande      | 23. September 2004 |
| 39   | Morant – Murray        | 23. September 2004 |
| 40   | Murrell – Nooth        | 23. September 2004 |
| 41   | Norbury – Osborn       | 23. September 2004 |
| 42   | Osborne – Pate         | 23. September 2004 |
| 43   | Patel – Phelips        | 23. September 2004 |
| 44   | Phelps – Poston        | 23. September 2004 |
| 45   | Pote – Randles         | 23. September 2004 |
| 46   | Randolph – Rippingille | 23. September 2004 |
| 47   | Rippon – Rowe          | 23. September 2004 |
| 48   | Rowell – Sarsfield     | 23. September 2004 |
| 49   | Sartorius – Sharman    | 23. September 2004 |
| 50   | Sharp – Smiles         | 23. September 2004 |
| 51   | Smillie – Sprott       | 23. September 2004 |
| 52   | Spruce – Strakosch     | 23. September 2004 |
| 53   | Strang – Taylor        | 23. September 2004 |
| 54   | Taylour – Tonneys      | 23. September 2004 |
| 55   | Tonson – Usher         | 23. September 2004 |
| 56   | Usk – Wallich          | 23. September 2004 |
| 57   | Walliers – Welles      | 23. September 2004 |
| 58   | Wellesley – Wilkinson  | 23. September 2004 |
| 59   | Wilks – Wolman         | 23. September 2004 |
| 60   | Wolmark – Zuylestein   | 23. September 2004 |